# Championnat de Suisse de football 1924-1925
Navigation
Édition précédente Édition suivante
La 28e édition du championnat de Suisse de football est remportée par le Servette FC.
Le FC Berne termine deuxième. Le Young Fellows Zurich complète le podium. 
Le championnat est divisé en trois groupes de neuf. Les premiers de chaque groupe sont qualifiés pour la phase finale décidant du champion. Les derniers de chaque groupe jouent des matchs de barrage de relégation contre les premiers de deuxième division. 

## Les clubs de l'édition 1924-1925
| Club                          | Ville             |
| ----------------------------- | ----------------- |
| Blue Stars Zurich             | Zurich            |
| BSC Old Boys                  | Bâle              |
| BSC Young Boys                | Berne             |
| Cantonal Neuchâtel            | Neuchâtel         |
| Concordia Bâle                | Bâle              |
| Étoile Carouge FC             | Carouge           |
| Étoile La Chaux-de-Fonds      | La Chaux-de-Fonds |
| FC Aarau                      | Aarau             |
| FC Bâle                       | Bâle              |
| FC Berne                      | Berne             |
| FC Brühl Saint-Gall           | Saint-Gall        |
| FC Fribourg                   | Fribourg          |
| FC Granges                    | Granges           |
| FC La Chaux-de-Fonds          | La Chaux-de-Fonds |
| FC Lucerne                    | Lucerne           |
| FC Lugano                     | Lugano            |
| FC Nordstern Bâle             | Bâle              |
| FC Saint-Gall                 | Saint-Gall        |
| FC Winterthur                 | Winterthour       |
| FC Zurich                     | Zurich            |
| Grasshopper-Club Zurich       | Bâle              |
| Lausanne-Sports               | Lausanne          |
| Montreux-Sports               | Montreux          |
| SC Veltheim                   | Winterthour       |
| Servette FC                   | Genève            |
| Urania Genève Sport \| Genève |                   |
| Young Fellows Zurich          | Zurich            |

## Compétition

### Classements
Le classement est établi sur le barème de points classique (victoire à 2 points, match nul à 1, défaite à 0).

#### Groupe Ouest
| Rang | Équipe                   | Pts | J  | G  | N | P  | Bp | Bc | Diff |
| ---- | ------------------------ | --- | -- | -- | - | -- | -- | -- | ---- |
| 1    | Servette FC              | 27  | 16 | 12 | 3 | 1  | 38 | 12 | +26  |
| 2    | Lausanne-Sports          | 23  | 16 | 10 | 3 | 3  | 31 | 19 | +12  |
| 3    | Étoile Carouge FC        | 22  | 16 | 9  | 4 | 3  | 37 | 14 | +23  |
| 4    | Étoile La Chaux-de-Fonds | 17  | 16 | 7  | 3 | 6  | 20 | 18 | +2   |
| 5    | FC Fribourg              | 16  | 16 | 6  | 4 | 6  | 21 | 26 | -5   |
| 6    | FC La Chaux-de-Fonds     | 13  | 16 | 3  | 7 | 6  | 15 | 21 | -6   |
| 7    | FC Cantonal Neuchâtel    | 12  | 16 | 4  | 4 | 8  | 21 | 31 | -10  |
| 8    | Urania Genève Sport      | 7   | 16 | 2  | 3 | 11 | 16 | 32 | -16  |
| 9    | Montreux-Sports          | 7   | 16 | 2  | 3 | 11 | 16 | 42 | -26  |

|  | Qualification pour la phase finale |
|  | Barrages de relégation             |

Barrage de relégation
Le barrage oppose le Montreux-Sports, dernier du groupe Ouest, au FC Biel-Bienne, leader du groupe Ouest de deuxième division. 
| Équipe 1        | Résultat | Équipe 2       | Aller | Retour |
| --------------- | -------- | -------------- | ----- | ------ |
| Montreux-Sports | 0 - 8    | FC Biel-Bienne | 0 - 3 | 0 - 5  |

#### Groupe Centre
| Rang | Équipe            | Pts | J  | G | N | P  | Bp | Bc | Diff |
| ---- | ----------------- | --- | -- | - | - | -- | -- | -- | ---- |
| 1    | FC Berne          | 23  | 16 | 9 | 5 | 2  | 25 | 10 | +15  |
| 2    | FC Aarau          | 20  | 16 | 8 | 4 | 4  | 25 | 17 | +8   |
| 3    | BSC Old Boys      | 19  | 16 | 7 | 5 | 4  | 33 | 23 | +10  |
| -    | FC Bâle           | 19  | 16 | 7 | 5 | 4  | 15 | 13 | +2   |
| 5    | BSC Young Boys    | 17  | 16 | 7 | 3 | 6  | 26 | 18 | +8   |
| 6    | FC Nordstern Bâle | 14  | 16 | 5 | 4 | 7  | 17 | 13 | +4   |
| 7    | FC Granges        | 12  | 16 | 4 | 4 | 7  | 17 | 23 | -6   |
| -    | FC Concordia Bâle | 12  | 16 | 4 | 4 | 8  | 15 | 25 | -10  |
| 9    | FC Lucerne        | 8   | 16 | 2 | 4 | 10 | 12 | 43 | -31  |

|  | Qualification pour la phase finale |
|  | Barrages de relégation             |

Barrage de relégation
Le barrage oppose le FC Lucerne, dernier du groupe Centre, au FC Solothurn, leader du groupe Centre de deuxième division. 
| Équipe 1   | Résultat | Équipe 2     | Aller | Retour |
| ---------- | -------- | ------------ | ----- | ------ |
| FC Lucerne | 2 - 5    | FC Solothurn | 1 - 4 | 1 - 1  |

#### Groupe Est
| Rang | Équipe                  | Pts | J  | G  | N | P  | Bp | Bc | Diff |
| ---- | ----------------------- | --- | -- | -- | - | -- | -- | -- | ---- |
| 1    | Young Fellows Zurich    | 27  | 16 | 13 | 1 | 2  | 56 | 28 | +28  |
| 2    | FC Saint-Gall           | 23  | 16 | 11 | 1 | 4  | 28 | 20 | +8   |
| 3    | Grasshopper-Club Zurich | 19  | 16 | 9  | 1 | 6  | 40 | 38 | +2   |
| 4    | FC Zurich               | 18  | 16 | 9  | 0 | 7  | 50 | 33 | +17  |
| 5    | SC Veltheim             | 15  | 16 | 7  | 1 | 8  | 27 | 29 | -2   |
| 6    | Blue Stars Zurich       | 14  | 16 | 7  | 0 | 9  | 38 | 43 | -5   |
| 7    | FC Winterthur           | 11  | 16 | 4  | 3 | 9  | 32 | 45 | -13  |
| 8    | FC Lugano               | 10  | 16 | 4  | 2 | 10 | 30 | 44 | -14  |
| 9    | FC Brühl Saint-Gall     | 7   | 16 | 2  | 3 | 11 | 22 | 43 | -21  |

|  | Qualification pour la phase finale |
|  | Barrages relégation                |

Barrage de relégation
Le barrage oppose le FC Brühl Saint-Gall, dernier du groupe Est, au Neumünster Zurich, leader du groupe Est de deuxième division. 
| Équipe 1            | Résultat | Équipe 2          | Aller | Retour |
| ------------------- | -------- | ----------------- | ----- | ------ |
| FC Brühl Saint-Gall | 3 - 0    | Neumünster Zurich | 3 - 0 | 0 - 0  |

#### Phase finale
Matchs
| Équipe 1             | Résultat | Équipe 2             | Date        | Lieu   |
| -------------------- | -------- | -------------------- | ----------- | ------ |
| Young Fellows Zurich | 0 - 0    | Servette FC          | 3 mai 1925  | Zurich |
| FC Berne             | 4 - 2    | Young Fellows Zurich | 17 mai 1925 | Berne  |
| Servette FC          | 1 - 0    | FC Berne             | 7 juin 1925 | Genève |

Classement
| Rang | Équipe               | Pts | J | G | N | P | Bp | Bc | Diff |
| ---- | -------------------- | --- | - | - | - | - | -- | -- | ---- |
| 1    | Servette FC          | 3   | 2 | 1 | 1 | 0 | 1  | 0  | +1   |
| 2    | FC Berne             | 2   | 2 | 1 | 0 | 1 | 4  | 3  | +1   |
| 3    | Young Fellows Zurich | 1   | 2 | 0 | 1 | 1 | 2  | 4  | -2   |

|  | Champion de Suisse |

## Bilan de la saison
| Tableau d'Honneur                 |             |
| Compétition                       | Vainqueur   |
| Championnat de Suisse de football | Servette FC |
| Coupe de Suisse de football       | FC Berne    |

| Promotions et relégations |                             |
| Promus                    | FC Solothurn FC Biel-Bienne |
| Relégués                  | FC Lucerne Montreux-Sports  |